# Åsjön (Bygdeå socken, Västerbotten, 713852-172246)
Åsjön är en sjö i Robertsfors kommun i Västerbotten och ingår i Rickleåns huvudavrinningsområde. Sjön är 8 meter djup, har en yta på 0,125 kvadratkilometer och befinner sig 215,6 meter över havet. Vid provfiske har abborre, gers, gädda och lake fångats i sjön.

## Delavrinningsområde
Åsjön ingår i det delavrinningsområde (714002-172051) som SMHI kallar för Utloppet av Åsjön. Medelhöjden är 267 meter över havet och ytan är 6,33 kvadratkilometer. Det finns inga avrinningsområden uppströms utan avrinningsområdet är högsta punkten. Vattendraget som avvattnar avrinningsområdet har biflödesordning 3, vilket innebär att vattnet flödar genom totalt 3 vattendrag innan det når havet efter 52 kilometer. Avrinningsområdet består mestadels av skog (86 procent). Avrinningsområdet har 0,12 kvadratkilometer vattenytor vilket ger det en sjöprocent på 1,9 procent.